# Plaça de Sant Joan (Vilafranca del Penedès)
La Plaça de Sant Joan és una plaça de Vilafranca del Penedès (Alt Penedès) inclosa a l'Inventari del Patrimoni Arquitectònic de Catalunya.

## Descripció
És una plaça de planta rectangular amb porxos a dues bandes contigües. Als altres dos costats hi ha la façana lateral de la Capella de Sant Joan i la Plaça de la Vila amb la que forma una unitat. L'espai de la plaça queda caracteritzat per la font central, pels arbres que envolten el seu perímetre interior i per la galeria porticada que la recorre exteriorment.

## Història
La Plaça de Sant Joan està situada al centre històric de Vilafranca, que coincideix amb el centre comercial i administratiu.
Té el seu origen en l'expropiació de l'antiga Comanda dels Cavallers de Sant Joan de Jerusalem, per la desamortització de 1836, i en el seu posterior enderroc l'any 1845. En aquest mateix moment es construí l'ala més llarga de la plaça, oposada a la façana lateral de la Capella de Sant Joan. El 1866 es tancà l'espai de la plaça amb la construcció de nous edificis porticats i s'hi instal·là la font central. El 1885 s'eleva el nivell de l'espai interior de la plaça destinat a la venda de fruites i verdures. El 1936, amb l'enderroc de la casa Moy per dotar d'una plaça la Casa de la Vila, es trencà la unitat de la Plaça de Sant Joan en fusionar ambdós espais.